# Miguel Jaume y Bosch
Miguel Jaume y Bosch (ur. 1844 w Palma de Mallorca, Hiszpania, zm. 18 maja 1900 Montevideo, Urugwaj) – hiszpański malarz, który większość życia spędził w Montevideo.
Studiował na Akademii Sztuk Pięknych w Palma de Mallorca. W 1871 r. wyjechał do Montevideo, gdzie mieszkał aż do śmierci. W Urugwaju otworzył własną pracownię malarską, gdzie był nauczycielem lokalnych malarzy, m.in. Pedra Blanes Viale. Brał czynny udział w życiu kulturalnym miasta, współpracował z lokalnym czasopismem El Hispano Uruguayo. Pomagał bezrobotnym imigrantom z Balearów w znalezieniu pracy. Jego dzieła są związane tematycznie z Montevideo i jego mieszkańcami dając historyczny obraz miasta z końca XIX wieku.